# 海巡署1800噸級巡防救難艦

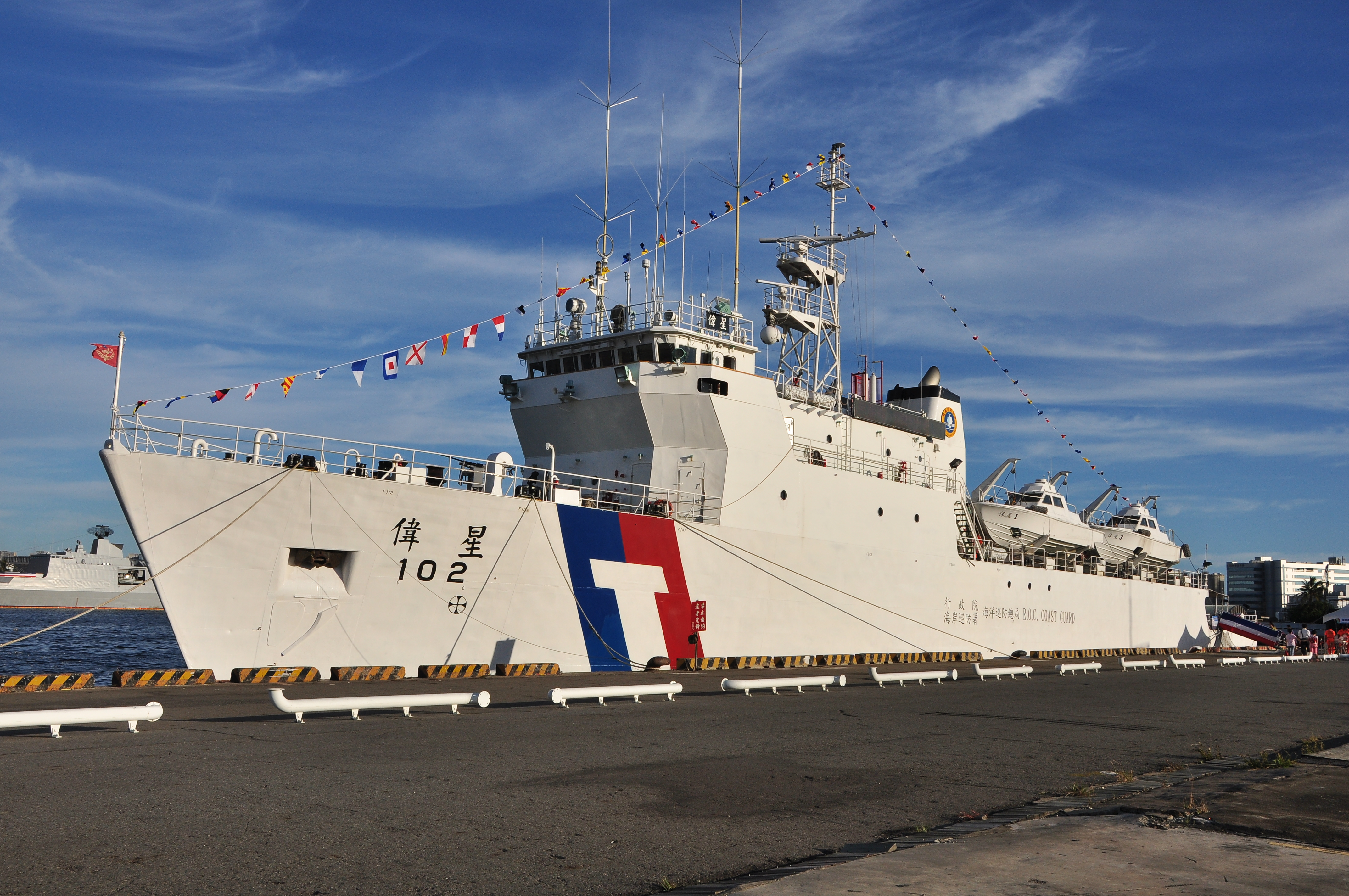
2011年參與高雄海洋博覽會與遊艇展時的偉星艦

和星艦是中華民國海洋委員會海巡署所屬，噸位超過1,000噸的緝私巡防艦艇，本級艦由財政部關稅總局委託中國造船公司基隆造船廠，參照美國海岸巡防隊聲望級巡邏艦設計，所承造之遠洋用緝私巡防艦艇。

## 發展背景
1970年代，隨著英國與冰島之間的漁業爭議，各國紛紛宣告擴展專屬經濟海域，最終於1982年《聯合國海洋法公約》通過200海里專屬經濟區，然台灣政局仍處於戒嚴管制，周邊海事任務仍歸屬於國防部軍政體系下，無論主管緝私的海關總稅務司署（現財政部關務署）、遠洋護漁的農委會，僅只有少量500噸上下的中型船隻執行任務。隨著1987年宣告解嚴，關稅總局引入美國海岸巡防隊現役熊級巡防艦設計，為國內民政體系中第一艘具遠航能力的大型緝私巡護艦，亦為第一艘與美國現役同步採用的巡防艦。
本級艦原型為美國海岸巡防隊第一艘針對200海里專屬經濟區巡弋執法設計的巡防艦，具有超過9,000海里的續航力，並特別強化惡劣海象中的適航力，具有可變距螺旋槳可快速反轉俥葉推進方向、艦體兩側設有主動式穩定鰭，增加艦體穩定性與直昇機在惡劣海象起降的能力，艦樓後方設有一直升機甲板及伸縮機庫，艦艉特別降低甲板高度做為救難作業區並配有起重機，多項設計皆為台灣海軍、海巡單位未曾接觸過的新穎技術，可說是為後續海軍二代艦國艦國造打下了基礎，然因應國內運用情形仍做出部分修改，除使用主機、發電機廠商不盡相同，武裝更是大幅度縮水，其中外型最大的改變就是將直升機甲板改為4艘工作小艇，遠超一般巡護艦攜帶數量，依據海巡署後續公開資料，續航力也縮減至6,000海里。

## 服役情形
和星艦原定在1990年元月交船，卻因德國方面引擎交貨的延遲和颱風造成損壞等因素，延滯至1992年8月才完工，後繼艦偉星艦反而超前首艦於1991年12月完工。
本級艦原服役於財政部關稅總局，在2000年時，由財政部撥予海巡署使用，和星艦配置於基隆港、偉星艦配置在高雄港。在海巡署籌獲新一代巡防艦前，本級艦長期擔任海巡署南北機隊的旗艦，北機隊多次參與釣魚台護漁任務、南機隊亦定期參與太平、東沙島的「碧海專案」運補護航任務，特別是在東北季風強烈的冬季，仍能有效出海執行任務，然遠洋護漁的任務仍交由農委會移交的巡護艦執行，並未借重本級艦卓越的續航能力。
和星艦為台灣第一款自建美國軍規新式艦艇，除採用多項新技術，於服役前亦不幸受颱風侵損，最終雖仍修復完成交艦，然使用狀況仍不甚理想，在海巡署後續籌獲大型巡防艦後，於2022年率先除役，雖說美國海岸巡防隊艦體使用年限普遍較美國海軍為長，但和星艦成為所有本型艦中最晚服役卻最早除役的特例，也是台灣唯一一艘比美方早除役的同型艦艇。

## 服役事紀
- 1991年7月1日，和星艦交船測試。8月18日，和星艦因颱風造成損壞。12月，偉星艦正式完工，服役於財政部關稅總局高雄關稅局。
- 1992年8月，和星艦正式完工，服役於財政部關稅總局基隆關稅局。
- 2000年，由財政部撥予海巡署使用，和星艦配置於基隆港、偉星艦配置於高雄港隸屬南部機動海巡隊。
- 2002年7月23日，蘇澳籍「達隆興七號」漁船遭大陸漁工挾持,和星艦馳援戒護。
- 2005年8月，漢光21號演習中，偉星艦加裝雄風二型反艦導彈並試射成功，為海巡署巡防艦首度試射反艦導彈。
- 2006年6月22日，蘇澳籍漁船「興隆號」於硫磺島海域捕魚，船長遭船上中國漁工殺害，和星艦馳援戒護航行浬程逾2,400浬。
- 2008年6月10日，發生聯合號海釣船事件，期間和星艦遭下令撤出釣魚台海域引發外交部與海巡署的指揮爭議。
- 2012年9月25日，925臺灣保釣行動，由和星艦擔任12艘巡防艦現場護航指揮任務。此役海巡艦艇多次貼近冒險護航博得掌聲，然消防水柱射程遠不如日方，亦被譏笑為玩水槍。
- 2013年11月18日，和星艦於釣魚台海域進行水文調查作業，遭日方要求中止作業，和星艦回應請勿干擾我方調查作業。
- 2017年11月22日，英國籍帆船「翟墨號」於富貴角海域失去動力，於直升機救援失敗後，和星艦冒著10級陣風施放小艇成功救出5名船員。
- 2018年5月17日，小琉球籍漁船「明滿祥38號」於關島海域，船上漁工互砍並將傷者推入海中，偉星艦馳援戒護。
- 2021年12月，「和星艦」已停航。
- 2022年3月29日，和星艦退役[2]。

## 艦上系統

### 動力系統
- 主機馬力：7,735PS x2
- 發電機功率：437.5KW x3
- 可變螺距螺槳兩只雙舵

### 武器裝備
- 艦艇配置：
  - T-75 20毫米機炮一門
  - T90重機槍2~4挺
  - T75班用機槍3挺
- 執勤人員配置：
  - 烏茲衝鋒槍5支
  - T65K2步槍5支
  - T75手槍10支
- 其他裝備：
  - 艦載小艇4艘

## 同級艦
| 艦名 | 舷號  | 建造廠             | 開工日期 | 下水日期 | 交船日期     | 服役日期   | 除役日期      | 隸屬   | 備註 |
| ---- | ----- | ------------------ | -------- | -------- | ------------ | ---------- | ------------- | ------ | ---- |
| 和星 | CG101 | 台灣國際造船基隆廠 |          |          | 1991年7月1日 | 1992年8月  | 2022年3月29日 | 北機隊 |      |
| 偉星 | CG102 | 台灣國際造船基隆廠 |          |          |              | 1991年12月 | 2025年4月25日 | 南機隊 |      |